# 維倫巴赫河 (萊希河支流)
47°50′52″N 10°55′34″E / 47.84773°N 10.92608°E

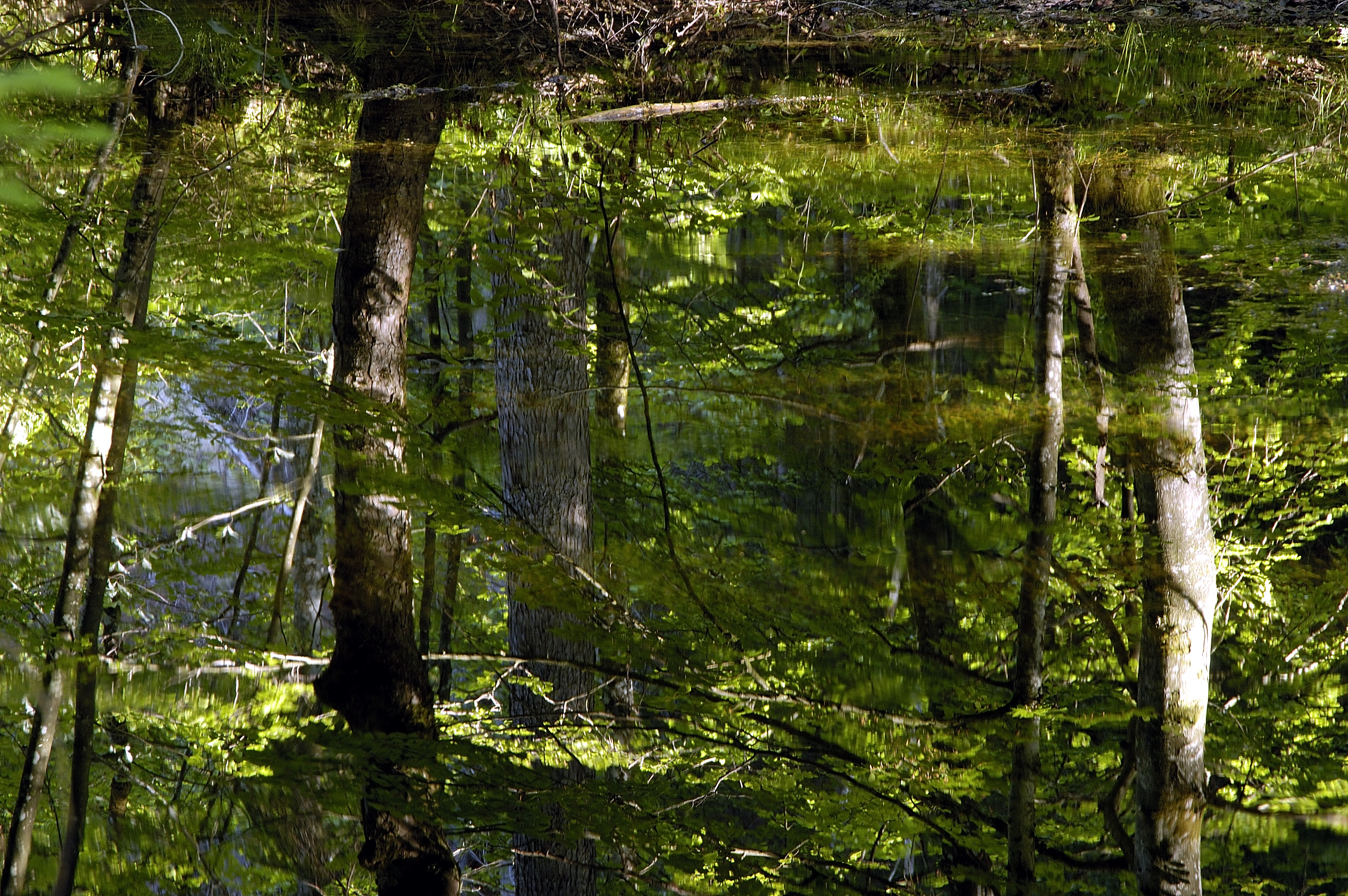

維倫巴赫河是德國的河流，位於該國東南部，由巴伐利亞負責管轄，屬於萊希河的右支流，河道全長14.8公里，流域面積31.7平方公里，流經魏爾海姆-雄高縣。